# Semión Bychkov
Semión Máyevich Bychkov (en ruso, Семён Ма́евич Бычко́в; Leningrado, 30 de noviembre de 1952) es un director de orquesta ruso. En la actualidad, y desde 2018, es el director de la Orquesta Filarmónica Checa.

## Formación en Rusia
Estudió en la Escuela Coral Glinka en Leningrado durante diez años y luego en el Conservatorio de Leningrado. En 1973 ganó el Concurso de Dirección Rajmáninov y se le pidió dirigir la Orquesta Filarmónica de Leningrado. Sin embargo, el concierto fue cancelado debido a los puntos de vista políticos de Bychkov. En 1974 emigró de la Unión Soviética y se trasladó a Viena y en 1975 a los Estados Unidos, donde asistió al Conservatorio de The New School de Nueva York. 

## 1975-1989 Estados Unidos
De 1980 a 1985 fue el director musical de Grand Rapids (Míchigan) y dirige la Orquesta Filarmónica de Buffalo de la que fue director musical desde 1985 hasta 1989. En 1983 se convirtió en ciudadano de Estados Unidos.
En la Ópera de Chicago en 1988 dirigió la ópera Don Giovanni, con Claudio Desderi, Carol Vaness, Samuel Ramey, Gösta Winbergh y Karita Mattila.

## 1989-1998 París y San Petersburgo
De 1989 a 1998 fue el director musical de la Orquesta de París. De 1990 a 1994 dirigió la Orquesta Filarmónica de San Petersburgo.
En 1992 dirigió la Sinfonía n.º 2 de Mahler, con Christa Ludwig en el Teatro Verdi (Florencia). En el Teatro alla Scala en 1997  dirigió Tosca con Neil Shicoff, Ruggero Raimondi y Alfredo Mariotti; en 1999, de Richard Strauss, las Cuatro últimas canciones y Una vida de héroe, con Francesco De Angelis (violín); en 2001 dirigió Petrushka. 
En Florencia en 1993, en el teatro municipal dirigió Jenůfa con Gloria Banditelli y Giorgio Surian, en 1994, Lady Macbeth de Mtsensk con Nuccia Focile, Roberto Alagna, Roberto Frontali y Surian, en 1995 Fierabrás de Franz Schubert y Un baile de máscaras.
En 1997 dirigió Tristán e Isolda en Chicago.

## 1998-2010 Colonia
De 1997 a 2010 fue el director principal de la Orquesta Sinfónica de la WDR de Colonia en Colonia (Alemania). 
En el debut en la Ópera de Viena en 1999 con Elektra y en 2000 dirigió Tristán e Isolda con Winbergh, Matti Salminen y Meier, en 2004 Daphne (ópera) y en 2005 Lohengrin (ópera).
Para el Teatro Regio de Turín en 2001 dirigió El oro del Rin, en 2002 la misa en si menor de Bach, en 2006 Don Carlo con Marcello Giordani, Violeta Urmana, Ferruccio Furlanetto y Eric Halfvarson, en 2007 la Misa de Réquiem (Verdi) con Urmana, Ramón Vargas y Furlanetto, en 2010 Tannhäuser (ópera) y en 2012 Sinfonía n.º 4 de Brahms con la Orquesta Sinfónica Nacional de la RAI en el Auditorio RAI de Turín.
En la Royal Opera House, Covent Garden debutó en 2003 la dirección de Elektra con Tomlinson y Siegfried Jerusalem seguido de Borís Godunov (con Tomlinson en 2006, La dama de picas, en 2009 Lohengrin y Don Carlo con Jonas Kaufmann, Robert Lloyd, Furlanetto y Tomlinson, Tannhäuser en 2010 y en 2012 La bohème con Joseph Calleja, Carmen Giannattasio y Focile.
En el debut en el Festival de Salzburgo en 2003 dirigió la Sinfonía n.º 5 de Chaikovski y el Concierto para piano y orquesta n.º 3 de Beethoven con Yevgeni Kissin y la Filarmónica de Viena y en 2004 El caballero de la rosa con Angelika Kirchschlager y Piotr Beczala.
En el Metropolitan Opera House de Nueva York debutó en 2004 con Borís Godunov con Lyubov y Petrova, en 2008 dirigió Otello de Verdi con Renée Fleming y en 2012 Wesendonck Lieder y Una Sinfonía Alpina de Richard Strauss.
En la Opera Nacional de Washington en 2005 dirige Daphne con la WDR Sinfonieorchester Köln y Fleming.
En la Ópera Nacional de París en 2007, dirigió Un baile de máscaras con Marcelo Álvarez y en 2008 Tristán e Isolda con Salminen y Meier.

## 2011-2018
En 2014 dirige Jovánschina con Furlanetto en Viena, Elektra con la BBC Symphony Orchestra en el Royal Albert Hall en los Proms y La mujer sin sombra en el Covent Garden.
En 2015 en Salzburgo dirige la Sinfonía n.º 3 de Brahms; en el Covent Garden, la ópera Eugenio Onegin (con Dmitri Hvorostovsky y Ferruccio Furlanetto) y ganó el Premio Internacional de Opera.
En 2016 dirige Così fan tutte con la Academia Nacional de Santa Cecilia de Roma en el Auditorio Parque de la Música.

## Desde 2018 Praga
Bychkov iniciará su andadura como director titular de la Orquesta Filarmónica Checa en la temporada 2018-2019. Frecuentemente invitado para dirigir la formación desde 2013, ya era director de su Proyecto Tchaikovsky.
Tras dos Parsifal alabados por la crítica, en el Teatro Real de Madrid y en la Ópera Estatal de Viena, debutará con esta obra en 2018 en el Festival de Bayreuth.

## Vida personal y estilo
Bychkov está casado con la pianista Marielle Labèque y era hermano del también director Yakov Kreizberg.
Semyon Bychkov es un director seguro que busca la claridad interpretativa. Director muy versátil abarca los conciertos, la escena operística pasando, el acompañamiento de solistas y las obras corales. Bychkov posee un gran sentido de la lírica y de los contrastes dinámicos, logrando muy buen rendimiento de las orquestas. La crítica siempre ha considerado a Bychkov un director capaz de las metas más altas.

## Discografía
- Bacri: Une Prière - Laurent Korcia/Semyon Bychkov/WDR Sinfonieorchester Köln, 2004 BMG RCA
- Berlioz: Symphonie fantastique; Le carnaval romain - Semyon Bychkov/Orchestre de Paris, 1993 Philips
- Chaikovski, Eugene Onegin - Bychkov/Hvorostovsky/Shicoff, 1992 Philips
- Chaikovski: Symphony N.º 6 in B Minor "Pathétique" - Romeo & Juliet Fantasy Overture - Czech Philharmonic Orchestra/Semyon Bychkov, 2016 Decca
- Chaikovski: Symphony N.º 6 - Semyon Bychkov/Royal Concertgebouw Orchestra, 1987 Philips
- Chaikovski, Wolf: Serenades - Semyon Bychkov/Berliner Philharmoniker, 1993 Philips
- Dutilleux: Symphony N.º 2, Métabolise & Timbres, Espace, Mouvement - Semyon Bychkov/Orchestre de Paris, 1994 Philips
- Franck: Symphony in D Minor - Bizet: Symphony in C Major - Semyon Bychkov/Orchestre de Paris, 1992 Philips
- Mascagni, Cavalleria rusticana - Bychkov/Norman/Hvorostovsky, 1990 Decca
- Mendelssohn: Symphonies Nos. 3 & 4 - Semyon Bychkov/London Philharmonic Orchestra, 1987 Philips
- Mendelssohn & Bruch: Concertos For 2 Pianos - Katia Labèque/Marielle Labèque/Philharmonia Orchestra/Semyon Bychkov, 1993 Philips
- Mozart: Piano Concertos Nos. 7 & 10 - Katia Labèque/Marielle Labèque/Berliner Philharmoniker/Semyon Bychkov, 1990 Philips
- Prokófiev: Alexander Nevsky & Cinderella Suite - Semyon Bychkov/Orchestre de Paris, 1994 Philips
- Ravel: Boléro - Semyon Bychkov/Orchestre de Paris, 1993 Philips
- Rossini: Stabat Mater - Carol Vaness/Cecilia Bartoli/Francisco Araiza/Ferruccio Furlanetto/Chor & Symphonieorchester des Bayerischen Rundfunks/Semyon Bychkov, 1990 Philips
- Shostakovich: Symphony N.º 5 - Semyon Bychkov/Berliner Philharmoniker, 1987 Philips
- Shostakovich: Symphony N.º 8 - Semyon Bychkov/Berliner Philharmoniker, 1992 Philips
- Shostakovich: Symphony N.º 11 - Semyon Bychkov/Berliner Philharmoniker, 1988 Philips
- Strauss R, Daphne - Bychkov/WDR/Fleming, 2005 Decca
- Strauss R: An Alpine Symphony/Till Eulenspiegel - Semyon Bychkov/West German Radio Symphony Orchestra, 2009 Profil
- Strauss R: Also sprach Zarathustra; Don Juan - Philharmonia Orchestra/Royal Concertgebouw Orchestra/Semyon Bychkov, 1990 Philips
- Bychkov, The art of Semyon Bychkov 1986/1994 Decca
- Maisky, Adagio - Bychkov/Orch. de Paris, 1991 Deutsche Grammophon
- Paris 1920 (Poulenc, Milhaud & Honegger) - Semyon Bychkov/Orchestre de Paris, 1993 Philips
- Sommernachtskonzert 2016 - Semyon Bychkov/Wiener Philharmoniker, Sony

| Predecesor: Daniel Barenboim | Director Musical, Orquesta de París 1989–1998                         | Sucesor: Christoph von Dohnányi |
| Predecesor: Hans Vonk        | Director Principal, Orquesta Sinfónica de la WDR de Colonia 1997–2010 | Sucesor: Jukka-Pekka Saraste    |